# ترنتام، ویکتوریا
ترنتام (به انگلیسی: Trentham) یک شهرک در استرالیا است که در Shire of Hepburn واقع شده‌است.